# Municipio de Star (Dakota del Sur)
El municipio de Star (en inglés: Star Township) es un municipio ubicado en el condado de Clay en el estado estadounidense de Dakota del Sur. En el año 2010 tenía una población de 133 habitantes y una densidad poblacional de 1,45 personas por km².

## Geografía
El municipio de Star se encuentra ubicado en las coordenadas 43°2′47″N 97°5′29″O / 43.04639, -97.09139. Según la Oficina del Censo de los Estados Unidos, el municipio tiene una superficie total de 91.83 km², de la cual 91,78 km² corresponden a tierra firme y (0,05 %) 0,05 km² es agua.

## Demografía
Según el censo de 2010, había 133 personas residiendo en el municipio de Star. La densidad de población era de 1,45 hab./km². De los 133 habitantes, el municipio de Star estaba compuesto por el 97,74 % blancos y el 2,26 % eran de una mezcla de razas. Del total de la población el 0 % eran hispanos o latinos de cualquier raza.